# Helicopsyche rembaia
Helicopsyche rembaia là một loài Trichoptera trong họ Helicopsychidae. Chúng phân bố ở miền Australasia.